# Rhodobryum truncorum
Rhodobryum truncorum là một loài rêu trong họ Bryaceae. Loài này được Brid. Paris mô tả khoa học đầu tiên năm 1898.